# 권원등기제도
|                                           |
| 미국의 재산법                             |
| 미국법 시리즈                             |
| 재산 획득                                 |
| 증여 · 취득시효 · 채권양도                |
| 유실물                                    |
| 처분 · 위탁 · 허가                        |
| 재산권                                    |
| 완전 사유권 · 단순부동산권 · 한사부동산권 |
| 생애부동산권 · 조건부 부동산권            |
| 미래권리 · 부동산 공동소유                |
| 부동산임차권 · 연립주택                   |
| 토지권리의 양도 증서                      |
| 선의의 취득자 · 권원등기제도              |
| 양도증서에 의한 금반언 · 권리 포기서      |
| 임대차 · 형평법상 재산권의 이전           |
| 소유권부담제거소송 · 국가귀속             |
| 미래사용 제한                             |
| 양도제한                                  |
| 영구구속금지의 원칙                       |
| 쉘리사건의 원칙                           |
| 상속권원우선원칙                          |
| 비소유 토지권                             |
| 지역권 · 이익                             |
| 토지와 함께 이전하는 약관                 |
| 에퀴티상의 지역권                         |
| 관련 주제                                 |
| 부착물 · 훼손 · 분할                      |
| 용수권                                    |
| 측면‧지하지지권                           |
| 네모닷                                    |
| 미국법의 다른 영역                        |
| 계약법 · 불법행위법                       |
| 유언신탁법                                |
| 형법 · 증거법                             |

토렌스식 부동산권(Torrens title)은 토렌스식 권원등기제도로 불리며, 오스트레일리아 Sir Richard Torrens가 선박의 등기제도에서 착안하여 1858년 사우스 오스트레일리아주에 도입한 토지 등기제도를 일컫는 말이다. 토렌스 시스템이라고도 부른다.

## 역사
토렌스 시스템은 토지소유자의 신청이 있을 때 법원이 적절한 사법절차 후에 권원등기증서의 발부를 지시할 수 있는 토지에 대한 소유권이 기록되는 대신에 토지 소유권의 등기원과 함께 등록되는 토지의 등기제도이다.영연방 국가에 널리 퍼졌으며 현재 전 세계적으로 널리 쓰이고 있다. 미국의 경우 아이오와 주만이 토렌스식 부동산권을 전면 시행하고 있고, 미네소타, 매사추세츠, 콜로라도, 조지아, 하와이, 뉴욕, 노스 케롤라이나, 오하이오, 워싱턴 주의 경우 제한적으로 시행하고 있다. 다른 지역에서는 레코딩 시스템을 쓰고 있다.
말레이시아는 미국을 비롯해 영국이나 싱가포르를 포함하는 영연방 국가에서 보편적으로 사용되는 토렌스등기제도를 채택하고 있다.
한편, 미국은‘양도증서(Deed)등록제도’라고도 불리는‘레코딩제도(Recording system)’와 한국의 등기제도와 유사한‘토렌스제도(Torrens registration system)’라는 두가지의 부동산 공시제도를 가지고 있다. 그러나 위 두 가지 제도 중 토렌스제도는 2016년 현재 50개 주 중에서 그것도 주 전체가 아닌 주 내 일부 도시에서만 시행하는 경우까지 포함하여 New York, Massachusetts
등 단 9개 주만이 채택하여 시행하고 있을 뿐이다.

## 차이
레코딩 시스템과 토렌스 시스템의 차이는 국가기관(등록소등)이 해당토지가 누구의 소유인지, 소유권에 대한 제한이 있는지 등 권원의 상태에 대하여 적극적인 표시가 있느냐이다.

## 같이 보기
- 등기
- 레코딩 시스템